# Teodoro Illera del Olmo
Teodoro Illera Del Olmo (29 de març 1883, Las Quintanillas - 27 de juliol 1936, Pallejà) va ser un sacerdot catòlic espanyol que morí assassinat i és venerat com a màrtir i beat per l'Església Catòlica.
Va viure amb un tiet sacerdot i al seu costat va fer els passos cap a la vida religiosa. Quan va arribar a Barcelona va professar a la Congregació de Sant Pere ad Víncula el 1901. Després d'estudiar Magisteri, Filosofia i Teologia fou ordenat sacerdot a Burgos el 1914. Va ser educador i superior local de la seva congregació, fins que el 1931 esdevingué conseller general. Es conserven molta correspondència escrita per ell per desenvolupar els seus càrrecs. El 1936 era superior de la casa de la congregació a Sant Feliu de Llobregat.
Va ser detingut amb la resta de religiosos i assassinat amb 15 companys el 27 de juliol de 1936 a Pallejà. El 19 de desembre de 2017 el Papa Francesc va anunciar un decret sobre el seu martiri. La solemne beatificació serà el 10 de novembre de 2018 a la Basílica de la Sagrada Família de Barcelona.